# El Dontzhí
El Dontzhí är en ort i Mexiko.   Den ligger i kommunen Chilcuautla och delstaten Hidalgo, i den sydöstra delen av landet, 100 km norr om huvudstaden Mexico City. El Dontzhí ligger 1 866 meter över havet och antalet invånare är 586.
Terrängen runt El Dontzhí är huvudsakligen kuperad, men den allra närmaste omgivningen är platt. El Dontzhí ligger nere i en dal. Runt El Dontzhí är det tätbefolkat, med 308 invånare per kvadratkilometer. Närmaste större samhälle är Progreso de Alvaro Obregon, 11,0 km söder om El Dontzhí. Trakten runt El Dontzhí består till största delen av jordbruksmark.